# Carcelia sumatrensis
Carcelia sumatrensis är en tvåvingeart som först beskrevs av Townsend 1927.  Carcelia sumatrensis ingår i släktet Carcelia och familjen parasitflugor. Inga underarter finns listade i Catalogue of Life.